# Gioco del nasino

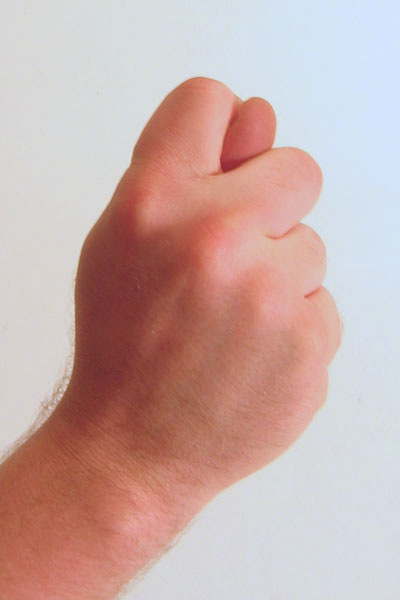
Posizione delle dita della mano nel "gioco del nasino", con la punta del pollice che rappresenta il "naso rubato"

Il gioco del nasino ((EN)  I've Got Your Nose oppure Got Your Nose) è un gioco per bambini in cui una persona finge di prendere il naso dalla faccia di un'altra persona (solitamente un bambino). È un esempio di insegnamento ai bambini dell'inganno e dell'illusione attraverso i giochi.

## Descrizione
Per giocare al gioco del nasino, la prima persona forma un pugno e mette le nocche dell'indice e del medio su entrambi i lati del naso di un bambino. Il pugno viene quindi ritirato dalla faccia del bambino con il pollice del "ladro" che sporge tra l'indice e il medio; il pollice rappresenta il naso rubato. Questa mozione è spesso accompagnata da un'esclamazione come "Ti ho preso il naso!"
Il bambino può inseguire il ladro del naso per recuperare il naso o può vendicarsi rubando il naso della prima persona (o di qualcun altro). Il "naso" può quindi essere sostituito premendo il pollice sul naso del bambino e ritirando la mano, mostrando al bambino che chi prende non possiede più il naso del bambino.

## Caratteristiche
Questo gioco è comunemente diffuso tra i bambini, così come tra gli adulti (ad esempio genitori, nonni, zii) e i loro nipoti o figli. I bambini di età inferiore ai 2 o 3 anni trovano spesso il gioco divertente. Dal punto di vista cognitivo, ciò è dovuto al fatto che i bambini di tre anni hanno difficoltà a riconoscere che una cosa può sembrare una cosa ma un'altra, mentre i bambini di quattro anni hanno il doppio delle probabilità di avere quella capacità Il gioco è un esempio di insegnamento ai bambini dell'inganno attraverso i giochi.
Questo gioco è diffuso principalmente nei paesi anglosassoni, ma esiste anche altrove. Ad esempio in Francia, è noto come "Je t'ai volé / piqué ton nez!" (Ti ho rubato il naso).

## Specificità culturale
In alcune culture, come in Corea, America Centrale, Giappone e Turchia, il gesto della mano nel gioco del naso è visto come un gesto volgare, indicante l'organo riproduttivo femminile (vulva, clitoride), ed è analogo al gesto dell'organo riproduttivo maschile (il dito medio). Gli osservatori del gioco di queste culture restano spesso scioccati nel vedere il gesto usato in un gioco per bambini.

## Altri usi
La posizione della mano del gioco del nasino viene utilizzata nel massaggio yoga tailandese per proteggere i tendini dei pollici.

## Nella cultura di massa
- Got Your Nose: A True Story, libro per bambini dell'autore Ragnar[11]
- Gli episodi Figlia unica di Krusty ignaro e La paura fa novanta XX della serie I Simpson[12]
- L'episodio The Jeffersons della serie South Park[13]